# Franco Battiato
Franco Battiato (23. března 1945, Jonie, Itálie - 18. května 2021, Milo) byl italský zpěvák, skladatel, muzikant, režisér a malíř (jako Süphan Barzani). Je jedním z nejvýraznějších hudebníků poválečné italské scény. Za své tvůrčí období vystřídal mnoho hudebních stylů: romantické začátky, poté experimentální hudba, avantgarda, lyrická díla, etno hudba, progresivní rock a pop. Vždy měl obrovský úspěch u publika a ještě větší u kritiků.

## Biografie

### První singly
Poté, co přesídlil do centra italské hudební scény, do Milána, vychází roku 1965 první jeho dvě díla jako přílohy časopisu Nuova Enigmistica Tascabile. Jako autor je uveden Francesco Battiato a tyto nahrávky jsou dnes sběratelsky velmi cenné, nikdy poté nebyly znovu nahrány ani vydány. První s názvem L'amore è partito byla představena ve stejném roce na Festivalu v Sanremu duem Beppe Cardile a Anita Harris. Druhá, …e più ti amo, je převzatá od francouzského zpěváka Alaina Barrièrea a přeložena Ginem Paolim.

### Protestsong
Roku 1967 si jej všiml italský zpěvák a divadelní herec Giorgio Gaber a přivedl jej k tehdy populárnímu stylu protestsongů. Prvními singly byly La torre a Il mondo va così. Battiato se také zúčastnil inscenace Shakespearovy hry Mnoho povyku pro nic, kde zarecitoval několik veršů. S Gaberem napsal také písně …e allora dai! (představena na Sanremu) a Gulp Gulp.

### Romantické období
Roku 1968 přechází k vydavatelství Philips. To mu vydalo jen pár skladeb v roce 1971, Vento caldo a Marciapiede. Jistý úspěch zaznamenala i píseň È l'amore, která je ale významná tím, že naznačila další zpěvákovo tvůrčí směřování. Píseň Bella ragazza se celkem dobře umístila v soutěži o hledání hitu léta 1969.

### Experimenty s avantgardou
Roku 1972 se skupinou Osage Tribe vydává jazz rockové LP Arrow Head a Un falco nel cielo, jehož obal se stal velmi populárním (ukázka). Ve stejném roce pomáhá Riccardu Pirollimu s albem Area di servizio (zpívá zde v písních Giorno d'estate, Nebbia a Biscotti e the). Také spolupracuje na albu La finestra dentro od Juriho Camisasky.
V letech 1971 až 1975 vydává sérii veleúspěšných a dodnes kultovních alb pod značkou Bla bla, Fetus (s ve své době cenzurovanou obálkou, Pollution (píseň Beta obsahuje mimo jiné skladbu Vltava od Bedřicha Smetany doplněnou Battiatovým zpěvem), Sulle corde di Aries, Clic a M.elle le Gladiator. Skladba Propredad prohibida z alba Clic je znělkou zpravodajství na druhém kanále italské veřejnoprávní televize RAI. Roku 1976 po likvidaci vydavatelství Bla bla, přechází k Ricordi, kde vydává další avantgardní alba, Battiato, Juke Box a L'Egitto prima delle Sabbie. Se skladbou L'Egitto prima delle Sabbie, která se skládá z opakování jediného akordu po dobu 25 minut získal Battiato roku 1978 Stockhausenskou cenu za soudobou hudební tvorbu. V této době začíná spolupracovat s houslistou Giustem Pio.

### Největší úspěchy
Roku 1978 zahajuje spolupráci s Piem skladbami Adieu a San Marco (zpívané francouzsky), ve kterých oba používají pseudonymy (Battiato je Albert Kui). O čtyři roky později nazpívá píseň Una storia inventata zpěvačka Mina.
S přechodem k vydavatelství EMI roku 1979 se Battiato vrací k orientální tematice a s ní přichází největší úspěchy, alba L'era del cinghiale bianco, Patriots, La voce del padrone, L'arca di Noè, Orizzonti perduti, Mondi lontanissimi, Fisiognomica, Giubbe rosse, Come un cammello in una grondaia, Caffé de la Paix a L'ombrello e la macchina da cucire, ke kterému vytvořil texty italský filosof Manlio Sgalambro. Píseň La cura byla v jistém průzkumu mezi Italy vyhlášena za nejhezčí italskou zamilovanou píseň posledních dvaceti let.

### Spolupráce s Manliem Sgalambrem
Od roku 1994 spolupracoval na textech s filosofem Sgalabrem a vydává ve vydavtelství Virgin. Vycházejí další velmi úspěšná alba L'imboscata, Gommalacca, Ferro battuto, Dieci stratagemmi a naposledy Il vuoto.

## Tvorba

### Alba
- 1972: Fetus
- 1972: Pollution
- 1973: Sulle corde di Aries
- 1974: Clic
- 1975: M.elle le Gladiator
- 1977: Battiato
- 1978: Juke Box
- 1978: L'Egitto prima delle sabbie
- 1979: L'era del cinghiale bianco
- 1980: Patriots
- 1981: La voce del padrone
- 1982: L'arca di Noè
- 1983: Orizzonti perduti
- 1985: Mondi lontanissimi
- 1988: Fisiognomica
- 1991: Come un cammello in una grondaia
- 1993: Messa Arcaica
- 1993: Caffè de la Paix
- 1994: L'ombrello e la macchina da cucire
- 1996: L'imboscata
- 1998: Gommalacca
- 1999: Fleurs
- 2001: Ferro battuto
- 2002: Fleurs 3
- 2004: Dieci stratagemmi
- 2007: Il vuoto
- 2008: Fleurs 2
- 2009: Inneres Auge
- 2012: Apriti sesamo
- 2014: Joe Patti's experimental group
- 2019: Torneremo ancora

#### Kompilace
- 1975: Feed Back
- 1986: Battiato (album)
- 1989: Giubbe rosse
- 1994: Unprotected
- 1996: Battiato Studio Collection
- 1996: Battiato Live Collection
- 1996: Shadow, Light
- 2000: La cura
- 2001: Introspettiva
- 2002: La convenzione
- 2003: Last Summer Dance
- 2003: Le Stagioni Del Nostro Amore
- 2004: The Platinum Collection
- 2005: Studio Collection
- 2005: Un soffio al cuore di natura elettrica
- 2006: The Platinum Collection 2
- 2007: Frequenze e Dissolvenze

#### Alba ve španělštině
- 1981: La Voz de su Amo
- 1985: Ecos de Danzas Sufi
- 1987: Nomadas
- 1987: Battiato en Español
- 1989: Giubbe Rosse (spagnolo)
- 1991: Como un Camello en un canalon
- 1996: Battiato Collection
- 1996: La emboscada
- 2001: Hierro Forjado

#### Alba v angličtině
- 1971: Foetus
- 1985: Echoes of Sufi Dances

#### Mini LP
- 1998 Il ballo del potere
- 1998 Shock in my Town

#### Klasika
- 1987: Genesi
- 1990: Benvenuto Cellini - Una vita scellerata
- 1992: Gilgamesh
- 1994: Messa arcaica
- 2000: Campi magnetici - I numeri non si possono amare

#### Singly
- 1965: L'amore è partito
- 1965: E piu ti amo
- 1967: La torre / Le reazioni
- 1967: Triste come me / Il mondo va così
- 1968: È l'amore / Fumo di una sigaretta
- 1969: Sembrava una serata come tante / Gente
- 1969: Bella ragazza / Occhi d'or
- 1971: Vento caldo / Marciapiede
- 1972: Energia / Una cellula
- 1972: La convenzione / Paranoia
- 1979: L'era del cinghiale bianco / Luna indiana
- 1981: Bandiera bianca / Summer on a Solitary Beach
- 1984: I treni di Tozeur / Le biciclette di Forlì
- 1985: No Time No Space / Il re del mondo
- 1985: Via lattea / L'animale
- 1996: Strani Giorni/Decline and fall of the roman empire
- 1996: La Cura
- 1998: Shock in my town
- 1998: Il ballo del potere
- 2001: Running against the grain/Sarcofagia/In trance
- 2004: Tra Sesso e Castità/Le aquile non volano a stormi/Ermeneutica
- 2007: Il vuoto
- 2007: Aspettando l'estate

#### Singly ve španělštině
- 1985: La estación de los amores
- 1991: Pobre Patria
- 1996: Yo quiero verte danzar

### Videografie
- Dal cinghiale al cammello
- Concerto di Baghdad
- Messa arcaica
- L'Imboscata Tour 1997
- Un soffio al cuore di natura elettrica

## Filmografie
- Perduto amor, (2003)
- Musikanten, (2005)
- Niente è come sembra (2007)